# Metapenaeus conjunctus
Metapenaeus conjunctus är en kräftdjursart som beskrevs av Racek och Dall 1965. Metapenaeus conjunctus ingår i släktet Metapenaeus och familjen Penaeidae. Inga underarter finns listade i Catalogue of Life.